# Lutra piscinaria
Lutra piscinaria — вимерлий вид видр (Lutra). Скам'янілості представляють четвертинний період США (1: колекція Флориди), бланкан США (43: Флорида, Айдахо, Канзас, Небраска, Невада, Вашингтон), пліоцен США (1: Айдахо).